# Радауцан, Сергей Иванович
Сергей Иванович Радауцан (рум. Sergiu Rădăuțanu; 17 июня 1926, Кишинёв, Королевство Румыния — 6 марта 1998, Санкт-Петербург, Российская Федерация) — советский и молдавский физик и государственный деятель. Академик Академии наук Молдавской ССР (1972), председатель Верховного Совета Молдавской ССР (1967—1971).

## Биография
Родился в семье представителей молдавской интеллигенции: отец был преподавателем французского языка, мать — выпускницей консерватории. Младший брат И. И. Радауцан был лётчиком-испытателем на заводе Антонова.
В 1955 г. с отличием окончил физический факультет Кишинёвского государственного университета.
С 1959 г. являлся заведующим лабораторией полупроводниковых материалов Института прикладной физики Академии наук Молдавской ССР. В том же году защитил кандидатскую диссертацию в Физико-технический институт имени А.Ф. Иоффе в Санкт-Петербурге, а в 1966 г. — докторскую диссертацию в Ленинградском политехническом институте.
Член КПСС с 1962 г.
В 1964—1973 гг. — организатор и первый ректор Кишинёвского политехнического института. В 1967 г. ему было присвоено научное звание профессора.
В 1967—1971 гг. — председатель Верховного Совета Молдавской ССР.
В декабре 1972 г. был избран действительным членом Академии наук Молдавской ССР. В 1974 г. был избран её вице-президентом, оставаясь заведующим лабораторией Института прикладной физики и президентом Научно-технического союза Молдовы.
Член Комитета Государственной премии Республики Молдова по науке, технологии и производству (1995). Член Совета по устойчивой науке и развитию человека (1996).
Работы по физике полупроводников. Выполнил комплексные исследования физических и физико-химических свойств полупроводниковых соединений AIIIBV, AIIBVI, дефектных тетраэдрических фаз и твердых растворов на их основе.
Разработал методы выращивания монокристаллов сложных полупроводниковых фаз. Открыл и изучил упорядочение и явление политипизма в некоторых тройных полупроводниках. Исследовал ряд новых тройных сплавов, обладающих выраженными фотоэлектрическими и люминесцентными свойствами.
Подготовил 64 доктора и кандидата физико-математических наук. Автор около 1000 научных публикаций, в том числе 30 монографий. Состоял в редакционных коллегиях ряда профильных научных издании Молдавии. Читал лекции в университетах Франции, Германии, США, Великобритании, Южной Кореи, Венгрии, Индии, Японии и других стран.
В 1993 г. выступил одним из организаторов Международного конгресса румыно-американской академии «Молдова: культурные и научные открытия на Западе» в Кишинёве. активно участвовал в разработке программ научно-технического сотрудничества между Румынией и Республикой Молдова в качестве члена Межминистерского правительственного комитета.
Сергея Ивановича в своих кругах называли «SIR». Это были одновременно как его инициалы, так и намёк на английское обращение к королям и рыцарям. Он внушал уважение.
Являлся президентом Общества «D. Cantemir» и президентом Фонда «D. Gusti».

## Память
- В Кишинёве установлены мемориальные доски в честь Радауцана.
- В 2002 году была выпущена почтовая марка Молдовы, посвященная учёному.

## Награды и звания
- Награждён орденом Республики Молдавия.
- Награждён двумя орденами Трудового Красного Знамени.
- Дважды лауреат Государственной премии Молдавии (1983 и 1998).

Почетный член Российской инженерной академии (1992). Почетный доктор
Технического университета Молдовы (1995).